# هاروی (میشیگان)
هاروی (به انگلیسی: Harvey) یک منطقهٔ مسکونی در ایالات متحده آمریکا است که در شهرستان مارکت، میشیگان واقع شده‌است. هاروی ۶٫۷ کیلومتر مربع مساحت و ۱٬۳۲۱ نفر جمعیت دارد و ۱۹۸ متر بالاتر از سطح دریا واقع شده‌است.